# Àban
Àban (en rus: Абан) és un poble (un possiólok) del krai de Krasnoiarsk, a Rússia, segons el cens del 2021 tenia 8.618 habitants. És la seu administrativa del districte municipal homònim.